# Antonio Rodotà
Antonio Rodotà (Cosenza, 24 dicembre 1935 – Roma, 23 febbraio 2006) è stato un ingegnere e dirigente d'azienda italiano impegnato nel settore spaziale italiano ed europeo ed ex direttore dell'Agenzia spaziale europea (ESA).

## Biografia
Nato a Cosenza, a soli 17 anni si trasferì a Roma, dove si iscrisse alla facoltà di Ingegneria elettrotecnica dell'università La Sapienza. Terminati gli studi nel 1957, iniziò subito la sua carriera nell'industria, lavorando alla Sispre (nel 1959) come progettista elettronico e occupandosi precocemente di satelliti, per passare in seguito alla Selenia (1966).
Dal 1965 al 1966 è stato delegato italiano alla NATO per i sistemi di elaborazione elettronica. Ha diretto la Divisione Spazio della Alenia Aerospazio, inoltre è stato responsabile del coordinamento tra le altre aziende spaziali di Finmeccanica (LABEN e Space Software Italia) e presidente di Quadrics Supercomputer World. È stato anche vicepresidente del Gruppo Difesa e Spazio dell'Anie, membro del Comitato di gestione dell'Associazione Industrie Aerospaziali, del gruppo del Ministero per la Ricerca sui supercomputer, del comitato di gestione della Space Systems Loral e dei consigli di amministrazione di Arianespace, SSI e Marconi/Alenia Communications.  
Dal giugno 1997 al giugno 2003 ha ricoperto la carica di direttore generale dell'Agenzia Spaziale Europea (ESA). Fu tra i padri del sistema satellitare globale di navigazione Galileo.
È morto il 23 febbraio 2006, all'età di 70 anni. Era il fratello dell'ex garante per la protezione dei dati personali, Stefano.